# Cratere Olya
Olya  è un cratere sulla superficie di Venere.